# 孫際可
孫際可（1585年—1628年），字仲儒，又字景行，别號見行，浙江寧波府奉化縣民籍。明朝政治人物。
庚寅年（官年）二月初一日生，万历三十四年（1606年）丙午鄉試五十四名，四十四年（1616年）丙辰科廷試三甲二百七十三名。吏部觀政。授工部虞衡司主事，調禮部主客司主事，历员外郎、祠祭司郎中。崇禎元年分校礼部会试，三月，陞為江西提学右參政，未至任，卒于道。